# فالكومي
فالكومي (بالروسية: Валькумей) هي مدينة أشباح في مقاطعة أوكروغ تشوكوتكا الذاتية في روسيا.
كانن عدد سكانها يبلغ حوالي 3,906 نسمة أما الآن فهي خالية بعد إقفال المنجم الموجود بها.

## المناخ
يظهر الجدول التالي التغييرات المناخية على مدار السنة لفالكومي:
| البيانات المناخية لـفالكومي       | البيانات المناخية لـفالكومي | البيانات المناخية لـفالكومي | البيانات المناخية لـفالكومي | البيانات المناخية لـفالكومي | البيانات المناخية لـفالكومي | البيانات المناخية لـفالكومي | البيانات المناخية لـفالكومي | البيانات المناخية لـفالكومي | البيانات المناخية لـفالكومي | البيانات المناخية لـفالكومي | البيانات المناخية لـفالكومي | البيانات المناخية لـفالكومي | البيانات المناخية لـفالكومي |
| الشهر                             | يناير                       | فبراير                      | مارس                        | أبريل                       | مايو                        | يونيو                       | يوليو                       | أغسطس                       | سبتمبر                      | أكتوبر                      | نوفمبر                      | ديسمبر                      | المعدل السنوي               |
| --------------------------------- | --------------------------- | --------------------------- | --------------------------- | --------------------------- | --------------------------- | --------------------------- | --------------------------- | --------------------------- | --------------------------- | --------------------------- | --------------------------- | --------------------------- | --------------------------- |
| الدرجة القصوى °م (°ف)             | 1 (34)                      | 1.3 (34.3)                  | 0 (32)                      | 3.2 (37.8)                  | 16 (61)                     | 24.7 (76.5)                 | 24 (75)                     | 22 (72)                     | 16 (61)                     | 14 (57)                     | 8.7 (47.7)                  | 2.7 (36.9)                  | 24.7 (76.5)                 |
| متوسط درجة الحرارة الكبرى °م (°ف) | −17.5 (0.5)                 | −17.6 (0.3)                 | −16.6 (2.1)                 | −11.2 (11.8)                | −0.9 (30.4)                 | 5.7 (42.3)                  | 7.6 (45.7)                  | 6.6 (43.9)                  | 1.9 (35.4)                  | −5.1 (22.8)                 | −14 (7)                     | −16.6 (2.1)                 | −7 (19)                     |
| متوسط درجة الحرارة الصغرى °م (°ف) | −20.9 (−5.6)                | −23 (−9)                    | −22.2 (−8.0)                | −15.8 (3.6)                 | −4.4 (24.1)                 | 1.7 (35.1)                  | 4.2 (39.6)                  | 3.8 (38.8)                  | 0.1 (32.2)                  | −7.4 (18.7)                 | −16.9 (1.6)                 | −19.1 (−2.4)                | −10 (14)                    |
| أدنى درجة حرارة °م (°ف)           | −53 (−63)                   | −50 (−58)                   | −48 (−54)                   | −38 (−36)                   | −25 (−13)                   | −9.1 (15.6)                 | −1.7 (28.9)                 | −4.2 (24.4)                 | −12.7 (9.1)                 | −32.6 (−26.7)               | −38 (−36)                   | −50 (−58)                   | −53 (−63)                   |
| معدل هطول الأمطار مم (إنش)        | 6 (0.2)                     | 3 (0.1)                     | 0 (0)                       | 0 (0)                       | 3 (0.1)                     | 3 (0.1)                     | 18 (0.7)                    | 15 (0.6)                    | 9 (0.4)                     | 3 (0.1)                     | 0 (0)                       | 0 (0)                       | 60 (2.4)                    |
| متوسط الأيام المثلجة              | 20                          | 16                          | 14                          | 13                          | 11                          | 3                           | 1                           | 3                           | 13                          | 19                          | 17                          | 18                          | 148                         |
| المصدر:                           |                             |                             |                             |                             |                             |                             |                             |                             |                             |                             |                             |                             |                             |